# Oséas
Oséas Reis dos Santos (Salvador, 14 de maio de 1971) é um ex-futebolista brasileiro que atuava como atacante.

## Carreira
Oseas é um dos oito filhos de Manoel e Ana Reis dos Santos e começou jogando no campo de várzea do bairro Alto da Teresinha, de onde um olheiro o levou para o Galícia, depois de se recusar a fazer teste em três oportunidades.
Teve uma breve passagem pelo futebol galego, atuando pelo Sociedad Deportiva Juvenil de Ponteareas, que disputava a terceira divisão do Campeonato Espanhol.
Depois passou pelo futebol sergipano, atuando por empréstimo pelo Maruinense. Em Sergipe, teve grandes atuações pelo campeonato estadual. Depois foi negociado ao Uberlândia para receber R$ 1.000 mensais.
Projetou-se nacionalmente jogando pelo Atlético Paranaense, onde foi Campeão Brasileiro e artilheiro da série B em 1995, com 14 gols. Ao lado de Paulo Rink, foi destaque do Campeonato Brasileiro da série A em 1996 e seus gols e atuações lhe valeram a convocação para três amistosos da Seleção Brasileira em 1996: Camarões, Bósnia e Polônia.
Tornou-se ídolo no Atlético-PR, mas em seguida, foi contratado a peso de ouro pelo Palmeiras em 1997. 
Fez gol nas finais da Copa Mercosul de 1998 e marcou na final contra o Deportivo Cáli na Copa Libertadores da América de 1999. Também é lembrado por ter marcado um gol contra, de cabeça, num clássico contra o Corinthians em 15 de março de 1998. Entre 1997 e 1999, marcou 65 gols em 172 jogos durante sua passagem pelo clube.
Foi comprado pelo Cruzeiro por 3,6 milhões de dólares em 21 de dezembro de 1999. Estreou em 15 de janeiro de 2000, na vitória sobre o Ipatinga FC por 3x1 em Ipatinga, marcando 1 dos gols.
Pelo clube mineiro, voltou a ser campeão da Copa do Brasil em 2000, onde terminou a competição como artilheiro, com 10 gols.
No início de 2002, atuou por empréstimo no Santos, mas já no final de março chegou a uma rescisão amigável do contrato que terminaria no dia 31 de maio. Fez apenas 11 jogos e marcou 3 gols pelo clube.
Depois dessa passagem pelo Santos, foi a vez de Oséas tentar a sorte do outro lado do mundo, no Vissel Kobe.
Passou ainda pelo Internacional, onde ganhou o seu único campeonato estadual, em 2004.
Voltou ao Japão, agora pelo Albirex Niigata.
Depois de tantos anos atuando por grandes equipes do futebol nacional, em 2005 Oséas encerrou a carreira atuando pelo Brasiliense.

## Títulos
Atlético Paranaense

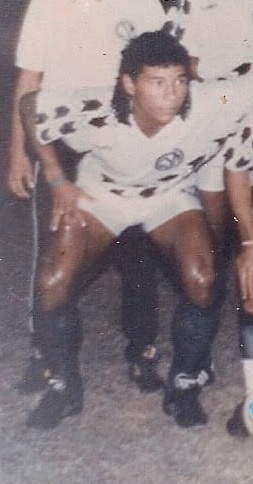
Oséas, com a camisa do Maruinense de Sergipe.

- Campeonato Brasileiro – Série B: 1995

Palmeiras
- Copa do Brasil: 1998
- Copa Mercosul: 1998
- Taça Libertadores da América: 1999

Cruzeiro
- Copa do Brasil: 2000
- Copa Sul-Minas: 2001

Internacional
- Campeonato Gaúcho: 2004

### Outras Conquistas
Palmeiras
- II Taça da Amizade: 1997
- Troféu Naranja: 1997
- Troféu Província de Lucca: 1999
- Taça Valle d'Aosta: 1999

## Artilharias
Atlético Paranaense
- Campeonato Brasileiro - Série B: 1995 (14 gols)

Cruzeiro
- Copa do Brasil: 2000 (10 gols)